# Kopparhäggmispel
Kopparhäggmispel (Amelanchier laevis) är en växt i familjen rosväxter. 

## Utbredning
Arten kommer ursprungligen från Nordamerika, och har sitt naturliga utbredningsområde i östra delarna av USA och Kanada. I Europa finns den främst som odlad och förvildad. I Sverige återfinns den sparsamt i de södra delarna.

## Utseende och växtsätt
Kopparhäggmispel växer som buske eller ett lågt träd, och blir upp till tolv meter hög i Nordamerika och tre meter i Sverige.
Bladen hos kopparhäggmispel sitter strödda och är ovala till äggrunda i formen. Bladskaften är kala, vilket skiljer arten från prakthäggmispel (A. lamarckii), som har håriga bladskaft. Till skillnad mot häggmispel (A. spicata) är unga blad helt kala. Blomningen sker i maj–juni med vita blommor vars kronblad är tre gånger så långa som breda, ibland mer. 
Kopparhäggmispelns frukt är rund, lila till svartblå och omkring 1,3 cm stor. Dess foderblad är nedbörjda och spetsen är kal, till skillnad mot bland annat svensk häggmispel (A. canadensis), som har en hårig spets. Frukten är ätlig och söt, men attraktiv för fåglar, varför de sällan går att plocka.
Kopparhäggmispel kan tillsammans med stor häggmispel (A. arborea) forma hybriden storblommig häggmispel (Amelanchier x grandiflora ).

## Bildgalleri

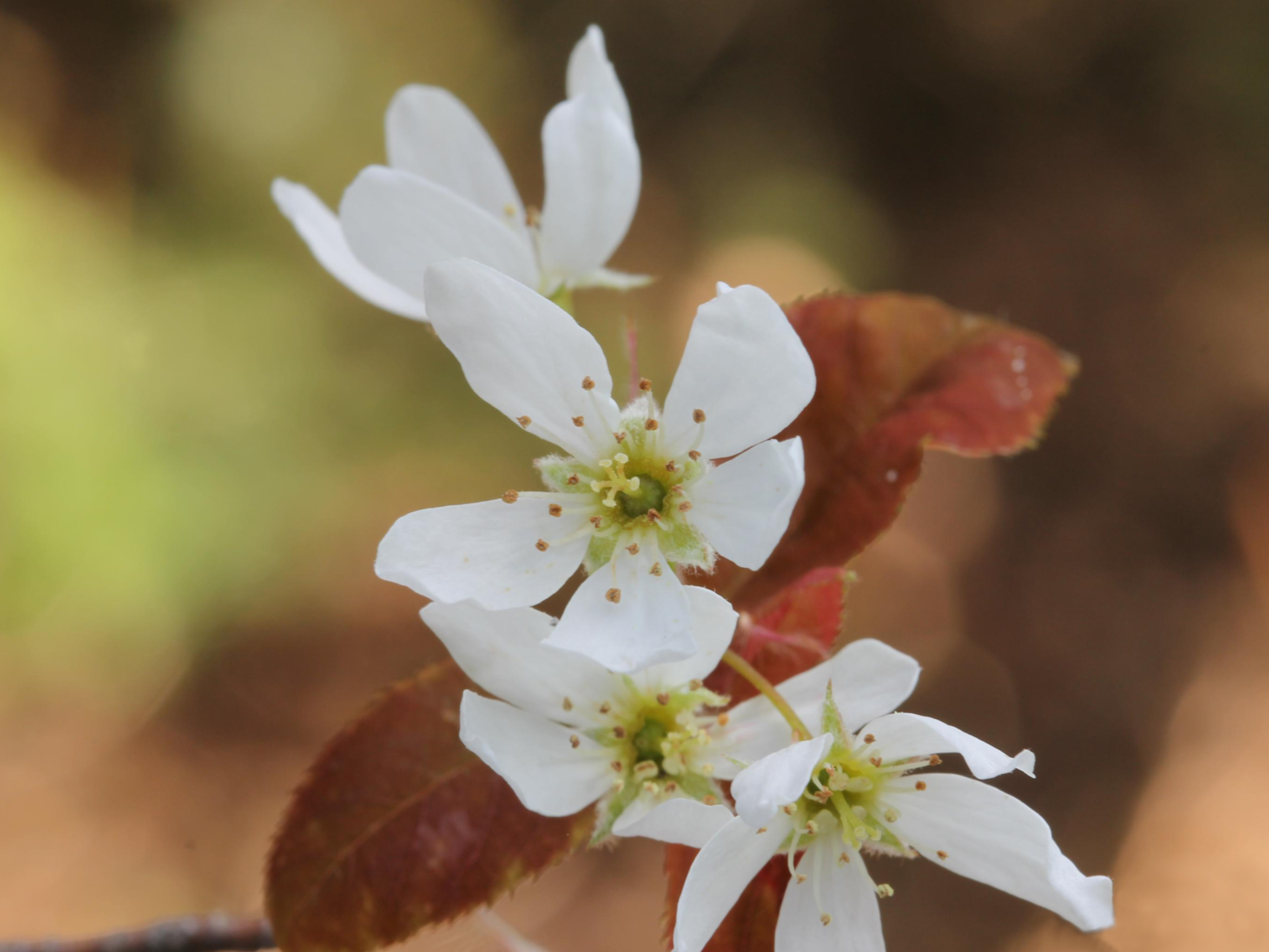
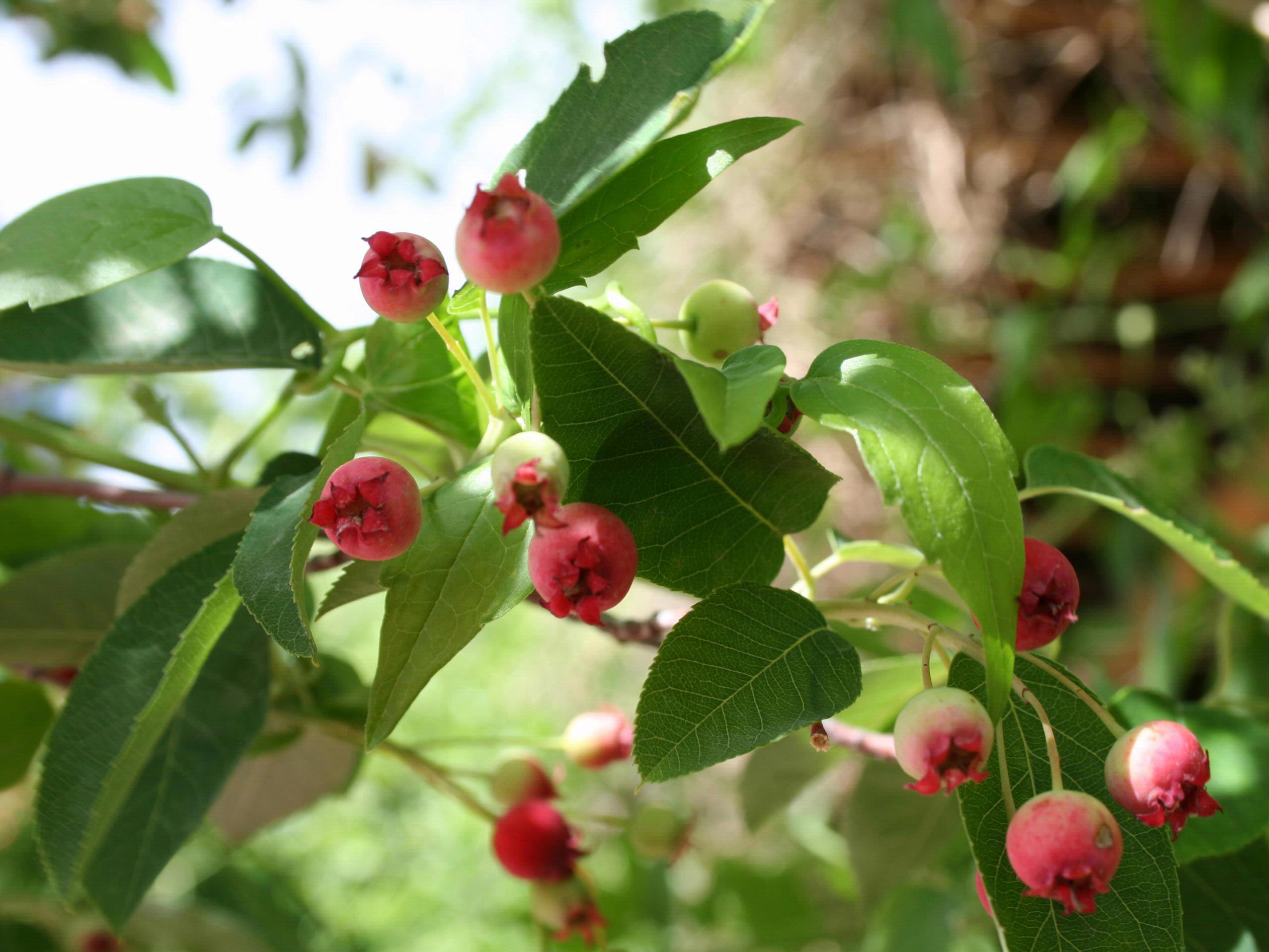
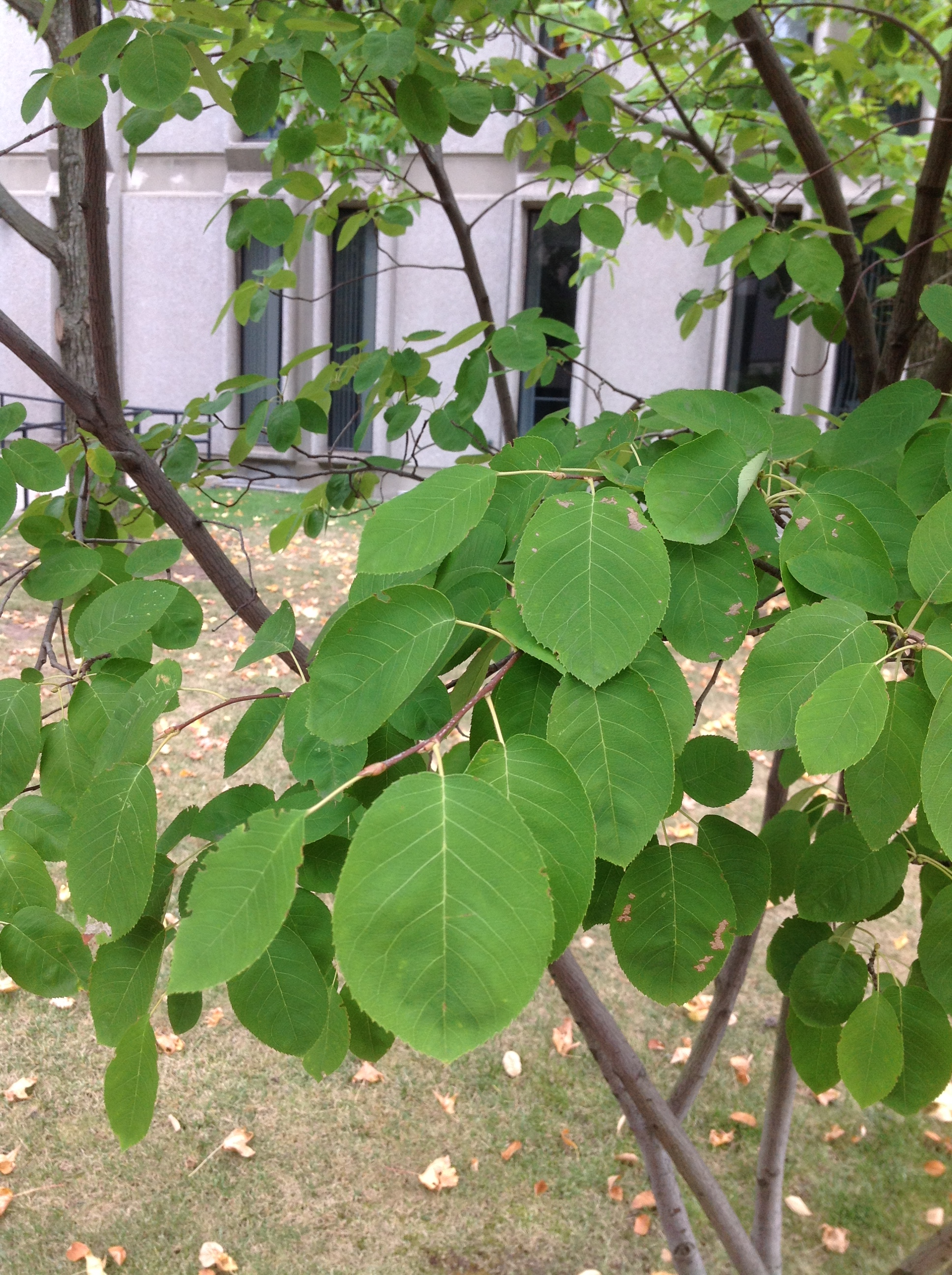